# Tercilhac e Sent Paul
Tercilhac (en francès Tercillat) és una localitat i comuna de França, a la regió de la Nova Aquitània, departament de la Cruesa. La seva població al cens de 1999 era de 200 habitants. Està integrada a la Communauté de communes de la Petite Cruesa.

## Demografia
| 1968 | 1975 | 1982 | 1990 | 1999 |
| ---- | ---- | ---- | ---- | ---- |
| 322  | 279  | 225  | 206  | 200  |

## Administració
| Període   | Identitat                  | Partit |
| --------- | -------------------------- | ------ |
| 2001-2008 | Raymond Desjobert          |        |
| 2008-     | Colette Streicher-Trigoust |        |